# Sageuk

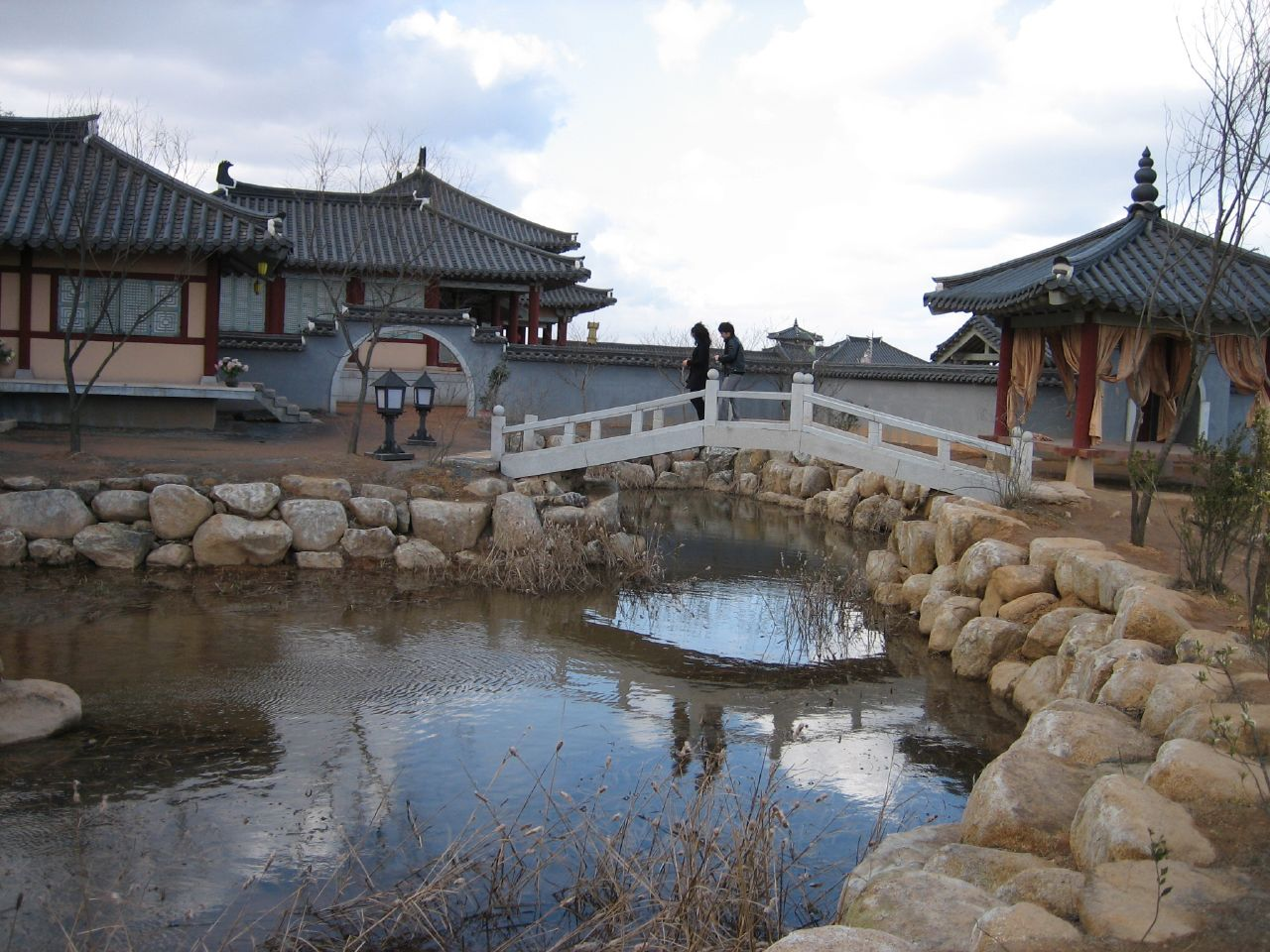
Yongin MBC Daejanggeum Park, donde muchas de las series de televisión sageuk son filmadas

Sageuk  (Hangul: 사극; Hanja: 史劇) es el término utilizado para los dramas de tema histórico surcoreano, incluyendo las obras de teatro, películas o series de televisión. En la literatura inglesa sageuk por lo general se refiere a las películas históricas y series de televisión de Corea del Sur).
La primera película que se conoce de tipo histórico es The Story of Chun-hyang (La Historia de Chun-hyang) filmada en 1923, la cual fue dirigida por un cineasta japonés. La primera película coreana con sonido también fue de tipo sageuk. El apogeo del cine coreano comenzó en la década de 1950 y duró hasta la década de 1980, con muchas películas de este género siendo exhibidas, como la adaptación de Lee Gyu-hwan de Chunhyang en 1955. En la década de 1960, los melodramas históricos fueron muy significativos, así como las películas de artes marciales. En la década de 1970, debido a la popularidad de la televisión, el cine comenzó a decaer, y para la década de 1980 se encontró en medio de una crisis, lo que llevó a los realizadores ha retomar piezas eróticas en un intento por atraer a los espectadores de vuelta a las salas de cine. A partir de la década de 1990, las películas de Im Gwon-taek, así como La Leyenda de Gingko y El Eterno Imperio fueron obras importantes. A partir de la década de 2000, las películas sageuk comenzaron a florecer y entre el 2012 y el 2015 el cine coreano produjo cinco películas de este tipo que superaron los 10 millones de espectadores. Desde junio del 2016, la película más taquillera de Corea es también un drama histórico: The Admiral: Roaring Currents.
La primera serie sageguk se transmitió en el canal del estado KBS en 1962, titulada Gukto malli. En la década de 1970, en contraste con la década anterior, las series históricas de televisión se enfocaban en héroes nacionales como Yi Sun-shin o Sejong el Grande. La serie que marcó la década de 1980 fue Joseonwangjo 500 nyeon ("500 Años de la dinastía Joseon"). La década de 1990 fue dominada por los dramas contemporáneos con interés en la popularidad y los niveles de audiencia, a pesar de haber producido series sageuk de calidad. La década del 2000 vio el nacimiento del género "fusión sageuk", que cambió el género de las series históricas en Corea del Sur. Algunas de las obras importantes de este periodo son Hur Jun, Damo, Dae Jang Geum y La Reina Seondeok.
Los temas más populares del sageuk incluyen elementos de la mitología y el folclore coreanos, príncipes famosos o notorios, reyes, héroes nacionales y mujeres famosas.

## Historia

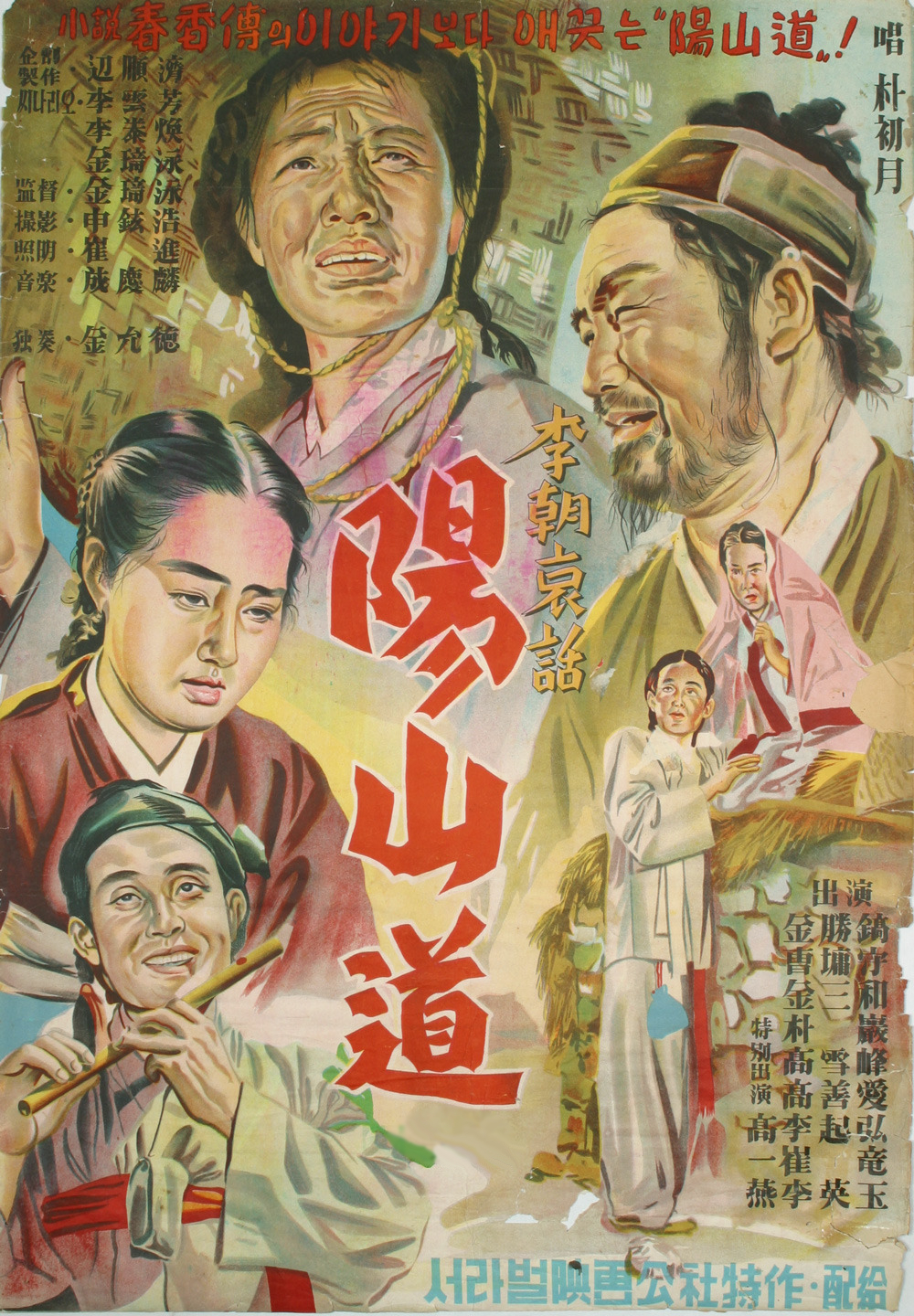
El cartel de Yangsan Province de 1955

### Principios
La primera película en ser considerada sageuk fue La Historia de Chun-hyang, dirigida por el japonés Koshu Hayakawa (早川孤舟) en 1923. La historia de Chunhyang es un elemento popular del folclore coreano, que también ha sido la base de producción para más de una docena de adaptaciones tanto en el cine como en la televisión. Algunos hechos cinematográficos destacados también están relacionados con este género, por ejemplo Chunhyangcheon (춘향전) de Lee Myeong-woo (1935) fue la primera película con sonido en Corea del Sur. Desde 1940, el número de películas coreanas disminuyó, debido a las políticas colonialistas japonesas que prohibían otras películas aparte de las de propaganda. Muchos directores escaparon del país y aquellos que se quedaron debieron unirse al campamento pro japoneses.  Tras el fin de la Segunda Guerra Mundial, los directores celebraban la independencia y no realizaban películas históricas.

Después de la guerra de Corea, el romanticismo dominó las películas históricas coreanas de la década de 1950, a menudo enfocadas en personajes femeninos. Las raíces de esto se remontan al teatro: grandes changgeuks, u óperas folclóricas habían sido populares, tanto así, que empezaron a ser adaptadas al cine. Dado que éstas historias se centraban en la naturaleza humana, el destino y los sentimientos, los antecedentes históricos reales eran irrelevantes. En estas historias generalmente se prefería el período de los Tres Reinos de Corea, donde los detalles eran escasos, por lo tanto la atención a la precisión de los hechos históricos podían evitarse. En 1956 se realizó Wangja Hodonggwa Nangnang gongju (왕자호동과 낙랑공주) la adaptación de la historia del Príncipe Hodong y la Princesa de Nakrang, versión surcoreana de Romeo y Julieta.
El período entre 1950 y 1980 es considerado el de mayor crecimiento en Chungmuro, el Hollywood coreano, cuando más de 100 películas fueron producidas anualmente. La necesidad de películas históricas fue en aumento por el éxito de trabajos como Chunhyang (1955) del director Lee Gyu-hwan, Yangsan Province de Kim Ki-young y Gojong hwangjewa uisa Un Jung-geun (1959) de Jeon Chang-geun.

### 1960
Los éxitos Sageuk de la década de 1960 fueron adaptaciones de trabajos que anteriormente habían sido exitosos en otras formas de arte, por ejemplo en la radio, el teatro, óperas o novelas changgeuk. Los ejemplos más notables incluyen a Jang huibin (장희빈; 1961), Naesi (내시, "Eunuco"; 1968) o Mujeres de la Dinastía Yi (이조 여인잔혹사, Ijo yeoinjanhoksa; 1969). La atmósfera de este tiempo era más conservadora que en la década del 50, parcialmente debido a la dictadura de Park Chung-hee. Conforme a las circunstancias, los melodramas históricos fueron los preferidos, sin embargo hubo excepciones como las películas de artes marciales de Jeong Chang-hwa, inspiradas en los hermanos Shaw. Este fue el periodo cuándo la Dinastía Joseon se convirtió en el foco de atención de los directores, describiendo la relación entre reyes y oficiales y determinando la naturaleza de películas históricas durante las próximas décadas. Los espectadores estaban ahora más interesados en acontecimientos históricos reales que en mitos y leyendas. Anteriormente, las personas buscaban en los sageuk temas familiares, debido a que las invenciones modernas eran relativamente nuevas en la Corea de esa época. Sin embargo debido a la modernidad de la década de 1960 los directores se enfocaron en temas decadentes o historias nuevas.

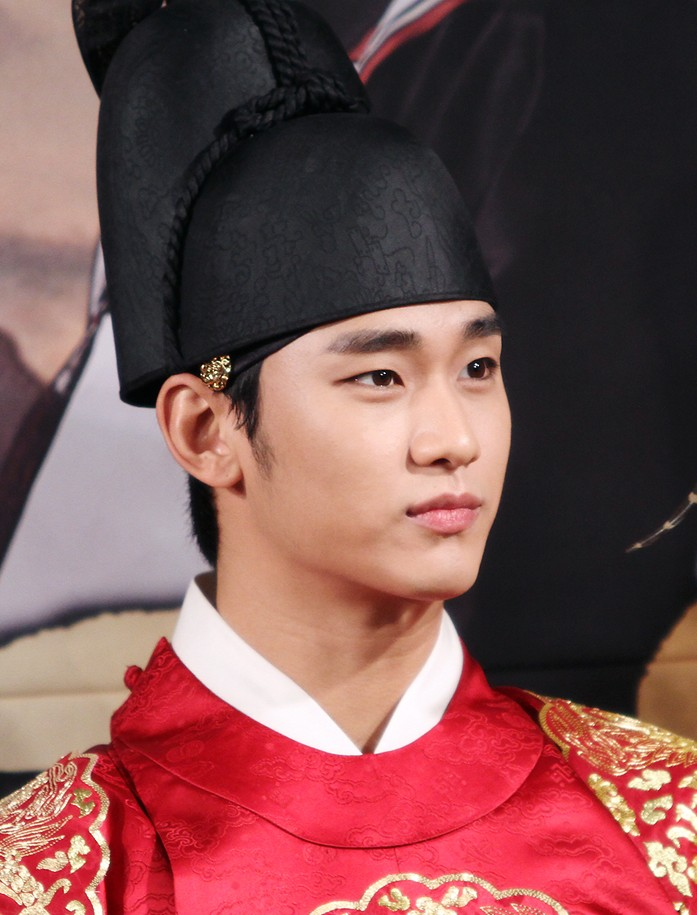
Kim Soo-hyun como el Príncipe heredero Lee Hwon en el drama de fantasía sageuk La Luna que abraza al sol (2012)

La primera serie histórica en Corea del Sur fue emitida en 1962 a través de la KBS, titulada Gukto malli (국토만리), dirigida por Kim Jae-hyeong (김재형), y ambientada durante la era Goguryeo.

### 1970
Debido al incremento de estudios de televisión, el número de series también fue en aumento. Sin embargo se vieron afectadas, al igual que el cine, por las políticas del régimen gobernante. Los dramas de personajes históricos fueron sustituidos por los de héroes nacionales como el general Yi Sun-shin o Sejong el Grande. Durante esta década los sageuk eran una mezcla entre leyenda y realidad, principal causa de la enorme demanda de estas series. La precisión de los hechos históricos habría requerido de los guionistas una investigación de documentos históricos escritos en hanja, que tomando en cuenta la enorme demanda y los episodios diarios de las series, habría sido imposible de realizar. Igualmente las leyendas eran más fácilmente dramatizadas.
Dado que la televisión dominaba a las masas, el cine disminuyó, aun así, de todas las películas históricas de este periodo dos obtuvieron éxito en las taquillas: Seongung Yi Sol-shin (성웅 이순신) del director Lee Gyu-ung y la adaptación de Chunhyangga del director Lee Seong-gu. Los críticos también aplaudieron otros trabajos como Gate of Woman (홍살문, Hongsalmun, 1972), An Executioner (망나니, Mangnani, 1974), Concentration of Attention (집념, Jibnyeom, 1976) y A War Diary (난중일기, Nanjungilgi, 1977).

### 1980
La serie sageuk que caracterizó la década de 1980 fue Joseonwangjo 500 nyeon (조선왕조500년, "500 Años de la dinastía Joseon"), que duró 8 años, transmitiéndose como 11 series con más de 800 episodios en total, que representaban la historia de la dinastía Joseon y a menudo debatía temas y acontecimientos. Fue dirigida por Lee Byung-hoon, quien posteriormente también dirigió la popular serie hallyu Dae Jang Geum. El canal estatal KBS emitió Gaeguk (개국, "Fundación del Reino") la cual describía la usurpación del trono del rey Taejo de Goryeo, de forma abiertamente positiva debido al aumento de las políticas de Chun Doo-hwan.
La diversidad en la programación televisiva cautivó a los espectadores que antes asistían al cine, y la industria de las películas tuvo que encontrar otra salida: exhibir un género que no podría ser visto en la televisión. Esto dio como resultado la realización de películas eróticas, de las cuales gran cantidad fueron ambientadas en el periodo histórico. Películas como Eoudong (1985) o Does the Cuckoo Cry at Night (뻐꾸기도 밤에 우는가, Bbakkugido bame unenga, 1985) también fueron populares en la taquilla. Las películas eróticas fueron populares, pero el género sageuk vio una disminución en el cine surcoreano, siendo inminente una renovación del género.

### 1990

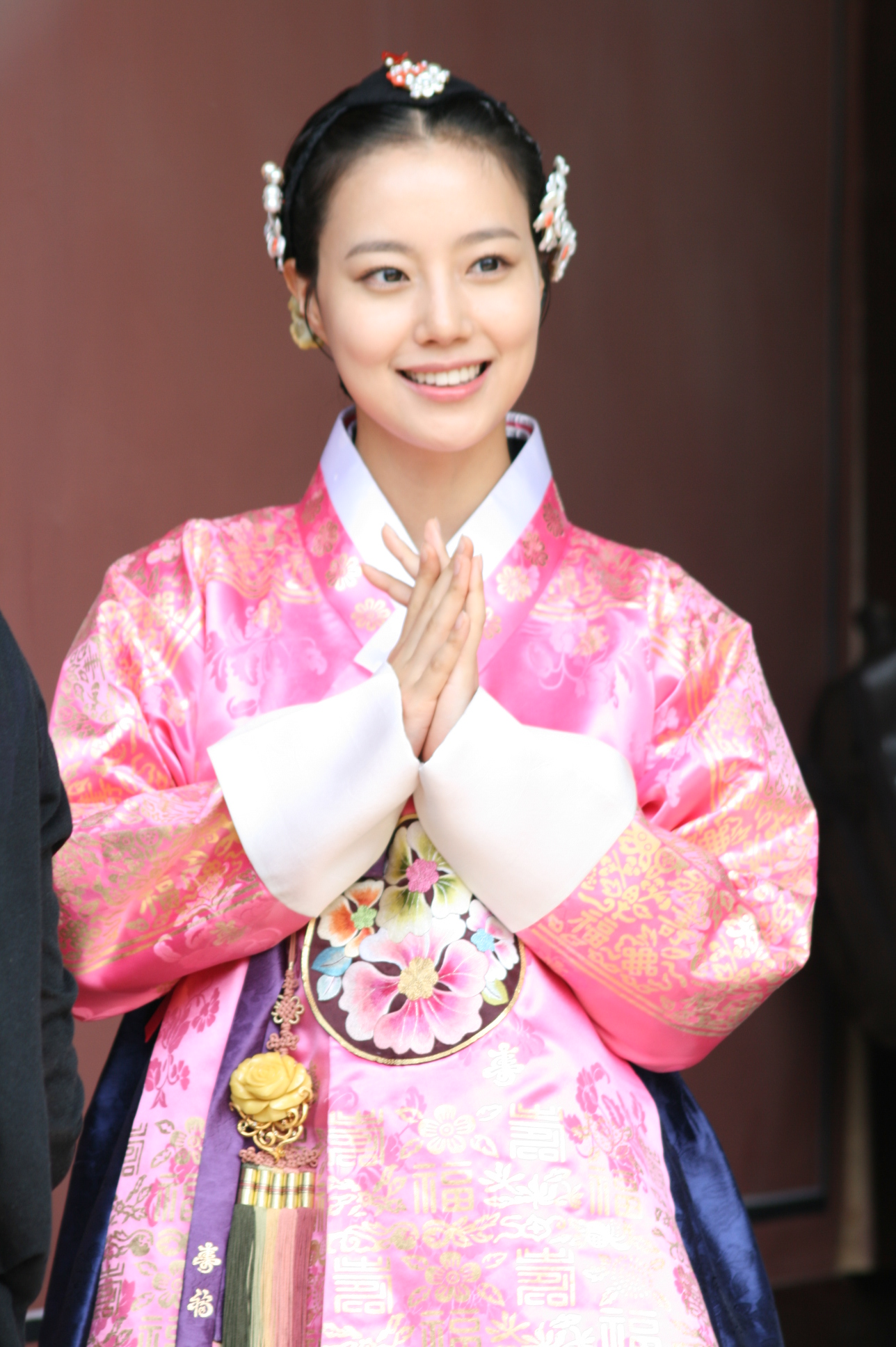
Moon Chae-won durante la grabación del melodrama sageuk The Princess’ Man (2011)

A principios de 1990, las películas históricas eran escasas, excepto por Kkum (꿈, Sueño; 1990) de Bae Chang-ho. El Imperio Eterno (영원한 제국), que recibió críticas excepcionales, se estrenó en 1995. La película fue significativa debido a su enfoque diferente en la historia popular del Príncipe de la Corona Sado, centrándose en las consecuencias políticas de su muerte, más que en el sufrimiento de este. A pesar de no ser un éxito en la taquilla, la película recibió ocho distinciones en los Grand Bell Awards, incluyendo Mejor Película y Mejor Director. Las películas de Im Gwon-taek  tampoco fueron mal recibidas, así como La Leyenda de Gingko de 1996.
La década de 1990 tuvo un gran número de series sageuk de buena calidad, como Han Myeong-hui (한명회, 1994), Jang Nok-su (장녹수, 1995), Lágrimas del Dragón (용의 눈물, 1996–1998) o Rey del Viento (대왕의 길, 1998). Aun así, los índices de audiencia no lograban competir con las series contemporáneas, sólo unas cuantas lograron alcanzar un 30% de la audiencia, mientras que, por ejemplo, Sandglass (cuya temática era contemporánea) alcanzó el 50,8% de audiencia.

### 2000-2010
A principios del 2000, las series sageuk eran las preferidas por las generaciones mayores, mientras que las personas jóvenes preferían las contemporáneas. Las sageuk eran a menudo complicadas, con diálogos arcaicos, y principalmente compuestas por un elenco de actores mayores — de modo que resultaban aun menos atractivas para las generaciones más jóvenes. Se atribuye el cambio al productor y director Lee Byung-hoon, quien le confió la secuencia de comando de Hur Jun a un joven guionista, Choi Wan-gyu. En lugar de hechos históricos secos y guerras distantes, la serie se centró en las emociones y relaciones en torno al médico real de la legendaria dinastía Joseon. Un nuevo género había nacido, "la fusión sageuk", cambiando la estructura y formato de las series televisivas históricas surcoreanas. En 2003, la actriz Ha Ji-won protagonizó Damo, la primera serie en formato HD surcoreana. La serie fusionó características de los dramas coreanos modernos con escenas de acción similares al estilo de las series de Hong Kong, narrando una historia ficticia ubicada en un tiempo histórico real.

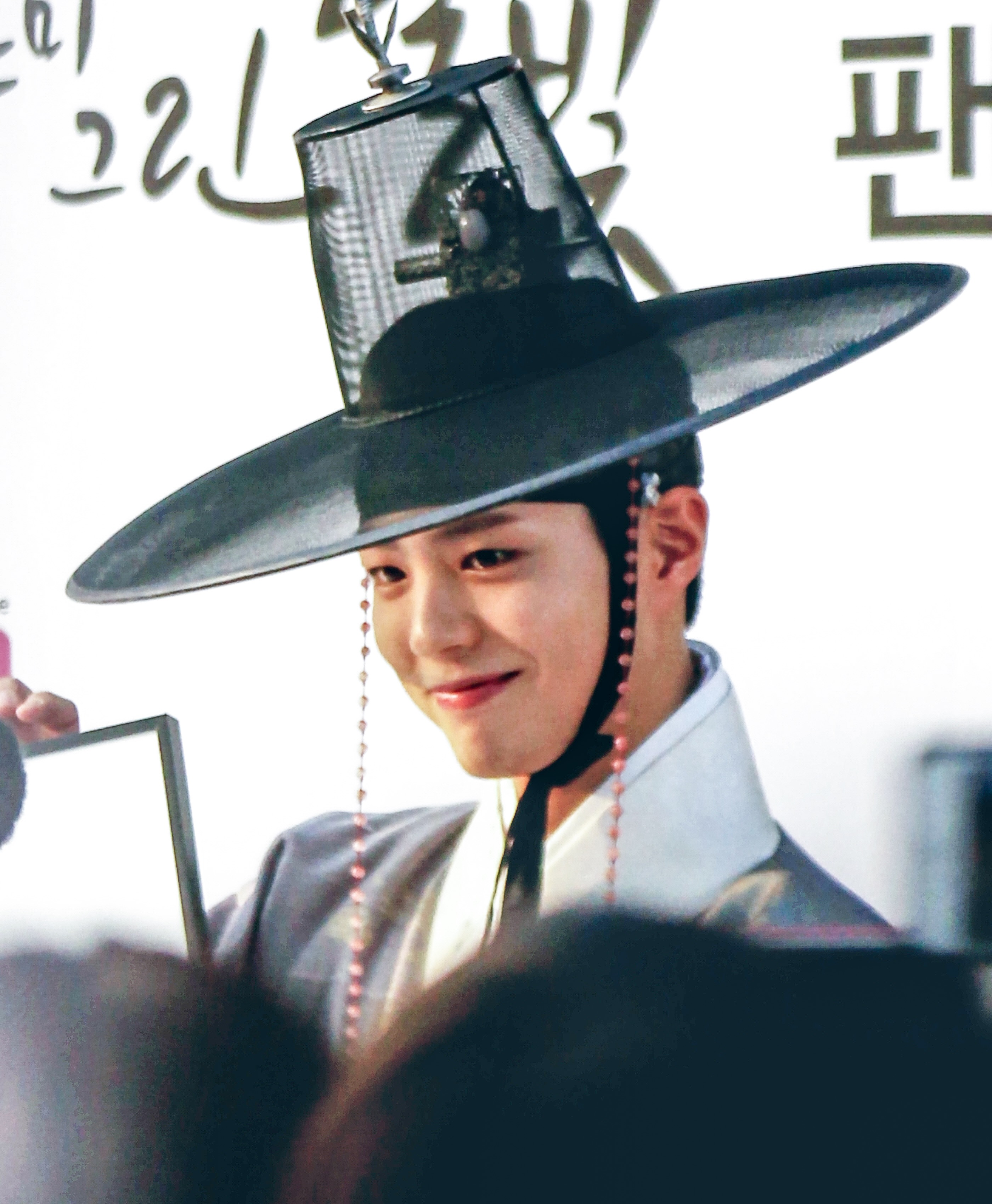
Park Bo-gum como el Príncipe heredero Lee Young en la serie juvenil fusión sageuk Luz de luna pintada por las nubes (2016)

Cuando la fusión sageuk logró conquistar la televisión, empezó a filtrarse también al cine. Esto puede ser atribuido en parte al éxito de estas series y en parte al éxito internacional de películas chinas como Crouching Tiger, Hidden Dragon, Héroe o de la película estadounidense Gladiador, motivando así la necesidad de producir tales trabajos en Corea. En 2003 se estrenó Untold Scandal, protagonizada por el icono de las series coreanas Bae Yong-joon, pero el punto de inflexión real en películas históricas se dio a partir de 2005 con King and the Clown (El Rey y el payaso), que logró vender más de 12 millones de entradas. Las películas históricas también fueron exitosas a partir del 2010 en Corea del Sur, entre 2012 y 2015, cinco de las películas que superaron los 10 millones de espectadores eran sageuk, y el récord lo mantiene (desde junio de 2016) una pieza histórica: The Admiral: Roaring Currents vendiendo 17.61 millones de entradas. Algunas de las películas más populares son también del tipo fusión, mezclando hechos históricos con personajes o acontecimientos ficticios. Tales trabajos incluyen por ejemplo, The Face Reader o Masquerade. Sin contar los llamados dramas de palacio, llenos de espectaculares escenas de acción sageuk como War of the Arrows, The Grand Heist o Pirates que igualmente fueron éxitos del siglo XXI. También han surgido las películas antológicas como Detective K-series, basada en supuestas investigaciones de delitos de la era Joseon. Las películas eróticas sageuk también experimentaron un renacimiento en el cine coreano, con a piezas como Forbidden Quest, The Servant y Empire of Lust.
El escándalo Sungkyunkwan (2010), La luna que abraza al sol (2012) y Luz de luna pintada por las nubes (2016) fueron adaptaciones de novelas populares sageuk. Inicialmente estaban dirigidas a un público demográficamente más joven,  sin embargo fueron éxito en pantalla e internacionalmente. Estas producciones también le dieron mayor exposición a las carreras de los actores Song Joong-ki, Yoo Ah-in, Kim Soo-hyun, Park Bo-gum y la joven actriz Kim Yoo-jung.

## Temas populares
Los temas más populares del sageuk incluyen:
- Elementos del folclore coreano: cuentos pansori  como Chunhyangga; folclóricos como el Príncipe Hodong y la Princesa Nakrang y criaturas mitológicas como gumihos
- Los Tres Reinos de Corea
- El Periodo de Estados del norte y del sur
- Reyes de Goryeo , especialmente aquellos con historias de vida dramática como las del Rey Taejo (Wang Geon), Rey Gwangjong (Yi Bang-won) y Rey Gongmin (Wang Gi)
- Príncipes y Reyes de Joseon, especialmente aquellos con historias de vida dramática como las del Rey Taejo (Yi Seong-gye), el Rey Taejong (Yi Bang-won), Rey Sejong el Grande (Yi Do),Rey Sejo (Yi Yu), Rey Yeonsan (Yi Yung), Rey Gwanghae (Yi Hon), Príncipe heredero Sado (Yi Seon), Rey Jeongjo (Yi San), Heungseon Daewongun (Yi Ha-eung) y el Emperor Gojong (Yi Myeong-bok)
- Mujeres famosas: como Hwang Jin-yi,  Jang Hui-bin, Jang Nok-su, la Reina Munjeong, Shin Saimdang, Jang-geum, la Emperatriz Myeongseong y la Reina Seondeok
- Eruditos famosos: como Jeong Mong-ju, Jeong -jeon, Hwang Hui, Jo Gwang-jo, Yi Hwang, Yi I y Ryu Seong-ryong.
- Soldados famosos: como Choi Young y Yi Sol-shin
- Heroínas vestidas como hombre